# Austroregia regis
Austroregia regis is een vlokreeftensoort uit de familie van de Gammarellidae. De wetenschappelijke naam van de soort is voor het eerst geldig gepubliceerd in 1914 door Stebbing.